# شهاب الدين العقيلي
حكم قلعة جعبر منذ 546 هـ حتى 564 هـ
استلمت عائلته القلعة عندما أقتطعها جلال الدولة ملك شاه و أعطاها لجده شمس الدولة سالم بن مالك بن بدران العقيلي. تولى حكم القلعة بعد موت والده سنة 546 .
استطاع رجال من بني هذيل أسره وسلموه إلى نور الدين زنكي ليفاوضه على القلعة ويعوضه عنها سروج وبلدها، وباب بزاعا وعشرين ألف دينار نقدا. ووقف عليه أورم الكبرى والملوحة والحمامين اللتين بالحاضر، ودار ابن الأيسر - بباطن حلب المعروفة الآن بدور بني قليج.
وهو شهاب الدين مالك بن سيف الدولة علي بن شهاب الدولة مالك بن شمس الدولة سالم بن ابو الفضل بدران بن حسام الدولة المقلد بن المسيب بن رافع بن رأفة بن المقلد الأكبر بن جعفر بن عمر بن المهيا بن عبدالرحمن بن يزيد بن عبدالله بن يزيد بن قيس بن جوثة بن طهفة بن حزن بن عبادة بن عقيل بن كعب بن ربيعة بن عامر بن صعصعه بن معاوية بن بكر بن هوازن بن منصور بن عكرمه بن خصفه بن قيس عيلان بن مضر بن نزار بن معد بن عدنان  .